# Близнець Віктор Семенович
Віктор Семенович Близнець (10 квітня 1933, Володимирівка, Кіровоградська область — 2 квітня 1981, Київ) — український письменник-прозаїк.
Видав низку популярних дитячих творів — від казок, оповідей до повістей, серед яких «Звук павутинки» (1969), «Женя і Синько» (1974) і «Земля світлячків» (1979).
1988 року Віктору Близнецю посмертно було присвоєно звання лауреата літературної премії імені Лесі Українки, а 2003 року Міжнародним освітнім фондом імені Ярослава Мудрого започатковано Літературну премію «Звук павутинки» імені Віктора Близнеця.

## Життєпис

### Дитинство та юність
Народився Віктор Близнець у селі Володимирівка Компаніївського району Одеської області в селянській родині. Оскільки під час Другої світової війни свідоцтво про народження хлопця загубилося, то дату появи на світ його мати визначила приблизно: «в голодовку перед Пасхою» — 10 квітня 1933 року.
Віктор Близнець дуже яскраво пам'ятав геть усе з власного дитинства. Численні життєві ситуації та спомини ставали йому в пригоді при написанні книжок. За словами його дружини, «в літературу його привела не лише робота у дитячих видавництвах, а й враження дитинства, покликання душі — чистої і наївної». Пізніше письменник згадував: «побачив світ, далекі імлисті обрії, сиві полинові рівнини. … Небо й степ — оце й заповнило душу, все моє життя».
Близнеці були багатодітною родиною селян-колгоспників, а Віктор був четвертою дитиною. Їх батьки спізналися ще в часи громадянської війни, батько росіянин, а мати — українка. Замість весільної подорожі молоде подружжя вирушило на Південний фронт — супроти Врангеля. І уже після війни батьки оселилися на Кіровоградщині й зажили мирним життям, плекаючи свою родину. Батько (найдорожча Вітькові людина) працював столяром, умів дуже гарно про все розповідати. І був для своїх шістьох дітей «… першою книгою, першою школою, відкривав землю батьків, … це було як причастя до святині, до таїни нашого земного бога». Мати пильно оберігала своє родинне вогнище, зналася на звичаях, побуті і повчала: «не свисти в хаті, не гойдай ногами, не тарахкоти ложками…»
Змалку, малий Вітько тягнувся до книжки, до знань. Та лиш хлопець пішов до школи, як почалася війна, довелось пережити голод, страх, знущання. У селі виникла підпільна організація (про неї, і про захмарене війною небо письменник розповість уже з часом — у своїй першій повісті «Паруси над степом»). І тільки-но закінчилося воєнне лихоліття, хлопець знову поновив навчання. Школа тоді була без книжок, зошитів, олівців. Пам'ятає, як його мама, сільська вчителька, фарбувала крохмалем газету і з пам'яті відтворювала сторінку букваря, бо в цілому селі не збереглося жодного. А ввечері ця газета знову фарбувалась, і писалися на ній літери, склади.
Навчався Віктор Близнець спочатку у Володимирівці, потім уже була школа в сусідній Першотравенці, старшокласником — у Компаніївській середній школі. Вчився Віктор старанно, багато читав і потай пописував вірші. Був дуже здібним та допитливим учнем, школу закінчив із золотою медаллю.

### Молоді роки
По закінченню десятирічки, в 1952 році, Віктор Близнець подався до столиці і успішно склав іспити на факультет журналістики Київського університету імені Т. Г. Шевченка. Його однокурсниками і товаришами були Симоненко Василь, М.Сом, Тамара Коломієць, Ю.Ячейкін та інші обдаровані і талановиті люди, у майбутньому також письменники.
Після закінчення університету, в 1957 році, Віктор Семенович працював за фахом у різних газетах та журналах. Був кореспондентом «Комсомольскої правди», завідувачем відділу газети «Комсомольске знамя», завідувачем відділу шкільного життя журналу «Піонерія» (теперішній «Однокласник»), заступником головного редактора видавництва «Молодь».
Перебування у творчому та інтелектуальному середовищі та робота редактором видавництв спонукала Віктора Близнеця до творчих спроб. Ще з дитинства його манила література і він таки наважився спробувати щось самотужки написати. Це стало визначальним в його подальшому житті. Згодом він поклав на папір свої переживання, спомини та мрії — і вийшла у нього підбірка оповідань, яка більше годилася для дитячої аудиторії. Невдовзі Віктор наважився показати свою працю комусь із знаних авторів, ним виявився його старший наставник та друг Всеволод Нестайко.
|  | ... І от він прийшов – середній на зріст, присадкуватий, з вишневими очима, які він... сором’язливо одводив убік. Поклав мені на стіл тоненький рукопис. І одразу ніяково попрощався й пішов. У рукописі було всього чотири оповідання. Але він даремно соромився. Оповідання були по-справжньому талановиті, свіжі, щирі, написані соковитою народною мовою. ... Віктор доніс ще кілька оповідань. Так склалася його перша книжка «Ойойкове гніздо». |

Отже після перших публікацій у 1959 році з'явилася на світ і перша книжка Віктора Близнеця — збірка оповідань «Ойойкове гніздо», що вийшла в 1963 році. Так українська громадськість дізналася про ім'я Віктора Близнеця — непересічного таланту у сузір'ї українських прозаїків, які писали для дітей.

### Покликання— література
Вихід першої збірки надихнув автора-початківся на більші творчі звершення. Віктор Семенович замахнувся на значущий, об'ємний твір. Це була повість споминів «Паруси над степом», в якій він відобразив картини зі свого минулого: тут були змішані яскравими фарбами події 2-ї світової війни, повоєнні лихоліття разом з людськими долями. Та наскрізним елементом, майже головною дійовою особою цієї повісті став український степ, який автору вдалося дуже чітко і яскраво змалювати. Компаніївський степ, табунчанське роздолля, Козацька могила і все степ та степ, його велична чарівність постає перед читачем очима спостережливого підлітка. Саме такий митецький засіб, зумовлений акцентом на дитяче світосприйняття довкілля, закарбовуєиться читачеві. Водночас письменник не вдається до розлогих описів, а невеличкими пейзажними та поетичними штрихами ще більше акцентує увагу читача на красі і величі степу.
В. Близнець був дитячим письменником за природою свого таланту: він умів розглядати проблему «від початку», звертатися до найпершого значення слова й метафори, відкривати нове в давно знайомому. Звідси й закономірна цікавість до історії народу в таких творах, як «Паруси над степом» (1965), «Древляни» (1968), «Підземні барикади» (1977), «Вибух» (1980).
1968-й рік, коли вийшли друком «Древляни», — це час перелому в бік догматизму й стагнації у всіх сферах життя, розгортання масштабної боротьби проти національної інтелігенції, проти всіх виявів національної свідомості народу. Сама назва твору свідчила про спробу автора протистояти цій політиці. Персонажі твору, у якому чимало автобіографічного, — предки оповідача кілька поколінь поліщуки.

### Вимушений перехід у дитячу літературу
А вже наступна книжка В. Близнеця — повість «Звук павутинки» (1970) змусила критику говорити про автора, як про одного з найяскравіших дитячих письменників України.
Герой повісті — Льонька, навколишній світ якого населений незвичайними звуками, явищами, істотами: він бачить срібного чоловічка, який не боїться Сопухи, він чує звук павутинки, він дружить, як із живим, із собакою Рексом, що його давно вбив сусід Глипа. Розкриваючи язичницьке світобачення дитини, письменник проникає в таїну світової гармонії, в якій існує Льонька!
Не втратив дитячої здатності бачити й розуміти цей світ і Льоньчин дорослий приятель Адаменко, або Адам. Смерть Адама (його вбиває променева хвороба) — як наслідок (чи кара) за досліди й створення «атомного сонця» — для Льоньки не лише страшна трагедія, а й урок спокути, прозріння, самозречення.
У написаній невдовзі повісті «Мовчун» (1972) автор пішов зовсім іншим шляхом, хоч і в ній відчувався полемічний потенціал, світоглядне протистояння системі. Це твір суто реалістичний. Дія відбувається в роки війни. Головний герой — підліток Сашко, батько якого на фронті, а сам він із матір'ю — на окупованій території. Сашкова мати зраджує батька з гультіпакою Гринею, і син відчуває докори сумління, щось на зразок співучасті, власної вини.
Образом мовчуна Сашка В. Близнець започаткував в українській літературі традицію, що продовжилася хоч і в небагатьох, але надзвичайно вартісних творах, де діють маленькі герої, які передчасно дорослішають через воєнне лихоліття. Втрачаючи дитинство, вони зберігають найдорожчу якість душі — гідність.
Письменник прагнув говорити про те, що в суспільній свідомості свої позиції втрачало. А що це був свідомий підхід — свідчить повість «Женя і Синько» (1974).
Звичайна київська п'ятикласниця Женя знаходить у підвалі будинку маленького кумедного чортика Синька і забирає його, хворого, додому. Дружба ця ніяких переваг Жені не дає — Синько нічого такого казкового не вміє, навпаки, про нього самого треба дбати. Натомість дівчинка одержує те, що не піддається ніякому обліку, але є, мабуть, найціннішим: зерна народної моралі й мудрості.
Відірваність читача від землі, від етноморалі, джерел народної духовності була постійним болем письменника. Звідси те фантасмагоричне місто, що його зводять у мріях Женя й Синько. Основний архітектурний принцип — суміщення Києва з рідним селом, звідки походять Женині батьки і де в них «через кожну хату» — родичі. Жені хочеться, щоб у тому місті було більше сосон, дубів і беріз, щоб замість вулиць були просіки, щоб до школи ходити повз ставок. Земля і народ, природа і мораль — ці категорії у Близнеця завжди стоять в одному нерозривному ряду — і у «Звукові павутинки», і в «Жені й Синькові», і особливо яскраво — в казковій повісті «Земля Світлячків» (1979).
Дитяча література 70-х років розвивалася під знаком неписаного правила, за яким вважалося, що читання трагічних творів шкідливе для дитячої психіки. В. Близнець порушив це правило в багатьох своїх творах. Письменник наполегливо культивував трагічний конфлікт в українській літературі для дітей, наголошуючи цим на необхідності говорити з юним читачем про найважливіше — життя і смерть, правду й кривду, любов і ненависть — без присідання й без сентиментального рюмсання.

### Реалізм, що вбив душу письменника
Віктор Близнець практично не мав проблем з виданням своїх творів (наскільки це було взагалі можливо), хоч і мусив власноручно нівечити їх, шукати компромісні варіанти. Він не міг сам не бачити свого таланту, однак за такої кількості видань страждав від невизнання. Можливо, цим пояснюється його звернення до творів для дорослих — поява суто соцреалістичних повістей «Підземні барикади» (1977), «Вибух» (1980).
Незадовго до своєї смерті Віктор Семенович переклав сучасною українською мовою літопис «Повість минулих літ». У видавництві «Веселка» вона вийшла з гравюрами знаного художника Георгія Якутовича. Роботі над перекладом літопису письменник надавав надзвичайно великого значення, дивуючись, що у школах для такої літератури знаходиться менше місця, ніж для греків, і єгиптян чи китайців.
Можливо, сумлінним виконанням соціальних замовлень Близнець прагнув заробити право на правду в наступній книжці для дітей? А це також роз'ятрювало його надзвичайно вразливу душу, розхитувало нервову систему. Країна все глибше вгрузала в сонну трясовину. Навесні 1981 року ситуація, очевидно, здалася Віктору Близнецеві такою ж безнадійною, як за рік до того — Григору Тютюннику. І він власноруч обірвав своє життя…

## Творчість
Публікуватися Віктор Близнець почав у 1959 році, а перша книжка оповідань «Ойойкове гніздо» вийшла в 1963 році. Більшість написаних ним книжок — для дітей.
Віктор Близнець був дитячим письменником за природою свого таланту: він умів розглядати проблему «від початку», звертатися до найпершого значення слова й метафори, відкривати нове в давно знайомому. Звідси й закономірний інтерес до історії народу в таких творах, як «Паруси над степом» (1965), «Древляни», «Підземні барикади», «Вибух».
Та найталановитішими і найпопулярнішими вважаються книжки Віктора Близнеця для дітей. Усе написане Віктор Семенович пропускав через свою душу і серце. Герої його творів усвідомлюють себе особистостями, знають, що таке справжня дружба, готові захистити слабшого, живуть у злагоді з довкіллям.
|  | ... Немає більшої насолоди для письменницької душі, як писати книгу для юних. Це немовби свіжий подих вітру вранці, десь на лузі дитинства, коли тільки-тільки сходить сонце..... |

### Дитячі твори
У перших творах письменника («Ойойкове гніздечечко», 1963, «Паруси над степом», 1965, «Землянка», 1966) відбилися враження пори, коли Володимирівка була окупована німецькими військами в часі Другої світової війни. Оті, ще дитячі переживання, світосприйняття («клятих фашистів») та чутливість дитячої натури до складної епохи військових лихоліть були яскраво змальовані в оповідках Віктора
У доробку Віктора Семеновича є й твори для дітей, написані за сучасними (для тогочасся) матеріалами. Особливу популярність здобула повість «Звук павутинки» (1969), перекладена кількома мовами. Олесь Гончар порівнював її з «Маленьким принцом» Сент-Екзюпері. Туга прощання з дитинством переплітається тут з інтонацією казки, поезією природи, зачарованістю всім живим, що оточує нас. Та на цьому творі Близнець не зупинився — він продовжував творити свій фантастично-казковий елемент, який уже присутній і в інших його книжках — повістях «Женя і Синько» (1974) та «Земля світлячків» (1979).
Дитяча література 70-х років розвивалася під знаком неписаного правила, за яким вважалося, що читання трагічних творів шкідливе для дитячої психіки. В. Близнець порушив це правило в багатьох своїх творах. Письменник наполегливо культивував трагічний конфлікт в українській літературі для дітей, наголошуючи цим на необхідності говорити з юним читачем про найважливіше — життя і смерть, правду й кривду, любов і ненависть — без присідання й без сентиментального рюмсання.

### Доросла проза
Цікавила Близнеця й історична тематика, в яку він поринув опісля успішних перших кроків у літературі. Повість «Древляни» (1968), а також і повісті «Партизанська гармата» (1978), «Вибух» (1979) хоч і відображали зовсім різні історичні епохи та своїм словом та тематикою (героїзмом) відчувалися близькими за духом. І довершенням його дорослої прозової тематики став роман «Підземні барикади» (1977). У своєму єдиному романі автор зумів поєднати чимало власних літературних засобів — в діалогах, у художній довершеності і, навіть, його цілеспрямованість й певна повчальність переповідання стали знаковими у творчості.
Окремою, але не менш знаковою для Близнеця стала творча й натхненна робота над давнім історичним слов'янським літературним раритетом. Кілька років Віктор Семенович працював над перекладом з давньоруської на сучасну українську мову епосу «Повість временних літ», що є для нас головним джерелом знань про життя наших далеких предків — слов'ян. Видано було цей переклад 1980 року з передмовою Павла Загребельного, у художньому оформленні майстра гравюри Якутовича.